# Kłecko (gmina)
Kłecko est une gmina mixte du powiat de Gniezno, Grande-Pologne, dans le centre-ouest de la Pologne. Son siège est la ville de Kłecko, qui se situe environ 16 km au nord-ouest de Gniezno et 44 km au nord-est de la capitale régionale Poznań.
La gmina couvre une superficie de 131,7 km2 pour une population de 7 658 habitants en 2014.

## Géographie

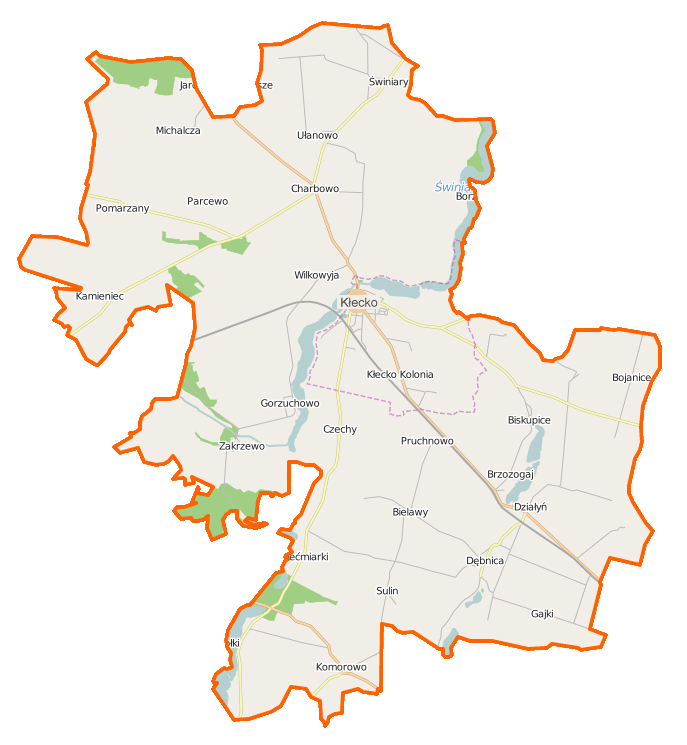
Plan de la gmina.

Outre la ville de Kłecko, la gmina inclut les villages et les localités de :
- Bielawy
- Biskupice
- Bojanice
- Brzozogaj
- Charbowo
- Czechy
- Dębnica
- Działyń
- Dziećmiarki
- Gorzuchowo
- Kamieniec
- Komorowo
- Michalcza
- Polska Wieś
- Pomarzany
- Sulin
- Świniary
- Ułanowo
- Waliszewo
- Wilkowyja
- Zakrzewo

### Gminy voisines
La gmina de Kłecko est bordée des gminy de :
- Gniezno (gmina rurale)
- Kiszkowo
- Łubowo
- Mieleszyn
- Mieścisko
- Skoki

## Structure du terrain
D'après les données de 2002 la superficie de la commune de Kłecko est de 131,7 km2, répartis comme tel :
- terres agricoles : 86 %
- forêts : 5 %

La commune représente 10,5 % de la superficie du powiat.

## Démographie
Données du 30 juin 2004 :
| Description        | Total  | Total | Femmes | Femmes | Hommes | Hommes |
| ------------------ | ------ | ----- | ------ | ------ | ------ | ------ |
| Unité              | Nombre | %     | Nombre | %      | Nombre | %      |
| population         | 7 615  | 100   | 3 841  | 50,4   | 3 774  | 49,6   |
| Densité (hab./km²) | 57,8   | 57,8  | 29,2   | 29,2   | 28,7   | 28,7   |